# Œillet de pierre
Dianthus petraeus
Espèce
Classification phylogénétique
L'œillet de pierre (Dianthus petraeus) est une espèce de plantes herbacées du genre Dianthus et de la famille des Caryophyllaceae. On la trouve en Albanie, en Bulgarie, en Grèce, en Roumanie et dans les pays de l'ex-Yougoslavie.